# Villette-lès-Dole
Villette-lès-Dole település Franciaországban, Jura megyében. Lakosainak száma 798 fő (2022. január 1.). Villette-lès-Dole Dole, Crissey és Parcey községekkel határos.

## Népesség
A település népessége az elmúlt években az alábbi módon változott:
| Lakosok száma | 380  | 596  | 728  | 708  | 768  | 768  | 771  | 775  | 781  | 798  |
|               | 1968 | 1982 | 1990 | 2006 | 2013 | 2015 | 2017 | 2019 | 2020 | 2022 |